# Pedro Mario Álvarez
Pedro Mario Álvarez Abrante, kurz Mario (* 2. Februar 1982 in Santa Cruz de Tenerife) ist ein ehemaliger spanischer Fußballspieler.

## Karriere
Seine Karriere als Profispieler startete Mario Álvarez in der Saison 2000/01 bei Atlético Madrid B in der Segunda División B. 
Dort konnte er sich für ein Engagement beim Erstligisten Real Valladolid empfehlen, bei dem er in den folgenden zwei Spielzeiten jeweils die Hälfte der Partien zum Einsatz kam. Schließlich interessierte sich der katalanische Top-Club FC Barcelona für seine Dienste und 2003 folgte der Wechsel. Am Ende seiner ersten Saison bei den Katalanen standen zwei Einsätze für Mario zu Buche – je einmal durfte er in der Liga und in der Champions League für seine neue Mannschaft auflaufen. 
Im Sommer 2004 kehrte er zu seinem Ex-Club Real Valladolid zurück, welcher in der Zwischenzeit in die Segunda División abgestiegen ist.
Nach zwei Jahren als Stammspieler bei Valladolid zog es Mario zurück zum FC Getafe, welcher zu dieser Zeit in der Primera División vertreten war. 
Im Jahr 2007 konnte er mit seiner Mannschaft das Finale der Copa del Rey und damit die Teilnahme am UEFA-Pokal erreichen.

## Erfolge
Muangthong United
- Thailand Champions Cup: 2017